# اضطهاد المتحولين جنسيا
اضطهاد المتحولين جنسيا أو اضطهاد العابرين جنسيًا هو التعرض أو الاعتداء على شخص عاطفيًا أو جسديًا أو جنسيًا أو لفظيًا لكونه عابرًا جنسيًا. ينطبق هذا المصطلح أيضًا على خطاب الكراهية الموجه إلى العابرين جنسيًا وعلى تصوير الأشخاص العابرين جنسيًا في وسائل الإعلام بما يعزز الصور النمطية السلبية عنهم. يمكن أن يتعرض العابرون وأصحاب النظام الجندري غير الثنائي من المراهقين للتعنيف على شكل تنمر وتحرش. عند مقارنتهم مع أقرانهم المتوافقين جنسيًا، وفي النظام الجندري غير الثنائي بين الجنسين، يكون المراهقون أكثر عرضة لخطر متزايد للإيذاء.
ممارسة التمييز، بما في ذلك العنف الجسدي أو الجنسي ضد العابرون بسبب رهاب التحول الجنسي أو رهاب المثلية، أمر شائع بالنسبة للأشخاص. تعد جرائم الكراهية ضد العابرين جنسيًا شائعة حتى وقت قريب، «وفي بعض الحالات، يؤدي التقاعس من قبل الشرطة أو غيرهم من المسؤولين الحكوميين إلى الوفاة المفاجئ لضحايا العابرون جنسيًا».
في ديسمبر 1993 حصلت الحادثة المخزية التي تمثلت في اغتصاب وقتل براندون تينا، وهو شاب عابر جنسيًا، من قبل صديقين ذكور بعد أن علما أنه كان أنثى عند الولادة. اكتسبت هذه الأحداث اهتمامًا دوليًا بعد أن صورت في فيلم الصبيان لا يبكون (1999)، حيث حصلت هيلاري سوانك على جائزة الأوسكار لأفضل ممثلة.

## التمييزعن اضطهاد المثليين
على عكس اضطهاد المثليين، يُرتكب اضطهاد العابرين جنسيًا بسبب الهوية الجنسية الفعلية أو المتصورة للهدف، وليس التوجه الجنسي. ومع ذلك، قد يتعرض العابرين جنسيًا للتنمر المثلي إذا كان الشخص يُنظر إليه على أنه مثلي الجنس بدلًا من إنه عابر جنسيًا.
على الأقل منذ أعمال شغب ستونوول في عام 1969، كان الناس من المجتمعات العابرة الكبرى غالبًا متحالفين سياسيًا مع مجتمعات المثليات والمثليين ومزدوجي التوجه الجنسي. ومع ذلك، يجادل الباحثون وبعض الناشطين من المجتمعات العابرة الكبرى بأنه يجب تصنيف اضطهاد العابرين جنسيًا بشكل منفصل عن العنف المرتكب على أساس التوجه الجنسي («اضطهاد المثليين»). مُيزت جرائم مكافحة العابرين جنسيًا من الناحية المفاهيمية عن الجرائم المعادية للمثليين في البحوث العلمية. إحدى الحجج هي أن الخلط بين العنف ضد العابرين جنسيًا والعنف ضد المثليين يمحو هويات الأشخاص في المجتمعات العابرة الكبرى وحقيقة ما يحدث لهم. ومع ذلك، غالبًا ما يُنظَر إلى الحملات ضد اضطهاد المثليين واضطهاد العابرين جنسيًا كسبب مشترك.
في إحدى الحالات، اتهم الجناة بجرائم الكراهية ضد الأشخاص العابرين جنسيًا الذين استخدموا دفاع الذعر العابر، وهو امتداد للدفاع عند الذعر من المثليين. وصلت هيئة المحلفين إلى طريق مسدود، ولكن هناك أدلة على رفض الدفاع عند الذعر. قدمت إحدى المجلات القانونية تحليلًا للدفاع عند الذعر، بحيث أن الفرضية العاطفية الجزئية للدفاع عند الذعر من العابرين جنسيًا (الصدمة في اكتشاف الأعضاء التناسلية غير المتوقعة) تختلف عن الفرضية العاطفية للدفاع عند الذعر من المثليين.

## قوانين تغطي الهوية الجنسية

### على المستوى الدولي
تبنت الأمم المتحدة إعلانها العالمي لحقوق الإنسان عام 1948 كأول إعلان عالمي لحقوق الإنسان. اقتُرح عدد من المواد في الإعلان تتعلق بشكل خاص بالأشخاص العابرين جنسيًا والعنف (بما في ذلك، على سبيل المثال، العنف الجسدي والنفسي والقانوني والمنتظم والعاطفي والسياسي)، على الرغم من عدم ذكر حقوق مجتمع الميم بشكل صريح في الوثيقة.
- تمنح المادة 2 الحقوق والحريات المنصوص عليها في الإعلان لجميع الأفراد «دونما تمييز من أي نوع، ولا سيما التمييز بسبب العنصر، أو اللون، أو الجنس، أو اللغة، أو الدين، أو الرأي سياسيًا وغير سياسي، أو الأصل الوطني، أو الاجتماعي، أو الثروة، أو المولد، أو أي وضع آخر».
- تنص المادة 5 أنه لا يجوز إخضاع أحد للتعذيب ولا للمعاملة أو العقوبة القاسية أو اللا إنسانية أو الحاطة بالكرامة.
- تنص المادة 7 على أنه «الناس جميعًا سواء أمام القانون، وهم يتساوون في حقِّ التمتُّع بحماية القانون دونما تمييز، كما يتساوون في حقِّ التمتُّع بالحماية من أيِّ تمييز ينتهك هذا الإعلانَ ومن أيِّ تحريض على مثل هذا التمييز».
- تحظر المادة 9 «الاعتقال التعسفي أو الحجز أو النفي» (الذي يحمي الفرد، طبقًا للمادة 2، من التمييز على أساس الهوية أو المعتقد).[5]
- تنص المادة 20 على أن «لكل شخص الحق في حرية الرأي والتعبير. ويشمل هذا الحق حرية اعتناق الآراء دون تدخل وطلب المعلومات والأفكار وتلقيها ونقلها عبر أي وسيلة إعلام وبغض النظر عن الحدود».

### في وسائل الإعلام
يمكن لوسائل الإعلام أن تساهم في اضطهاد العابرين جنسيًا من  خلال تكتيكات التضليل الاعلامي والتخويف. غالبًا ما تُحرف المعلومات بشكل سلبي عن العابرين في وسائل الإعلام، أو لا يُمثلون في وسائل الإعلام على الإطلاق. قد يُصور العابرين جنسيًا في وسائل الإعلام على أنهم فضول أو شواذ، كأشخاص غير مستقرين عقليًا، و/أو كمعتدين. ومن الأمثلة العامة على ذلك الاهتمام الذي أُعطى لعبور تشيلسي مانينغ الجنسي، وهي جندية عابرة جنسيًا بالجيش الأمريكي سُجنت بسبب نشر وثائق سرية إلى ويكيليكس. قدمت القصة فوكس نيوز عن التحول الجنسي لمانينغ بأغنية أيروسميث «يا صاح (تبدو وكأنك سيدة)» بينما أشارت المضيفة غريتشين كارلسون إلى تشيلسي باسم ولادتها، برادلي، وسخرت من نيويورك تايمز «لمساعدتها» باستخدام ضمير الاختيار الجنسي لمانينغ. رفض الجيش السماح لها بإطالة شعرها في السجن، واستمر الإشارة إليها على أنها برادلي «لتجنب الارتباك» حتى أمرت المحكمة باستخدام ضمير اختيارها الجنسي.

## صحة العابرين جنسيًا
وفقًا لتقرير الدراسة الاستقصائية الوطنية لتمييز العابرين جنسيًا لعام 2011 بشأن الصحة والرعاية الصحية، الذي شمل في الدراسة الاستقصائية  6450 شخصًا من العابرين واللا متطابقين جنسيًا، يواجه الأشخاص الذين لا يحددون جنسهم عند الولادة عقبات تحول دون الحصول على الرعاية الصحية ويرجح أن يواجهوا قضايا صحية تتعلق بهويتهم الجنسانية.